# 普雷西尼
普雷西尼（法語：Pressigny，法語發音：[pʁɛsiɲi]）是法国上马恩省的一个市镇，属于朗格勒区。

## 地理
普雷西尼（47°44'51"N, 5°39'51"E）面积22.61 平方千米，位于法国大東部大區上马恩省，该省份为法国东北部内陆省份，北起马恩省和默兹省，西接奥布省，西南接科多尔省，东南接上索恩省，东临孚日省。
与普雷西尼接壤的市镇（或旧市镇、城区）包括：法伊比约、热讷夫里耶尔、普安松莱费、布吉尼翁莱莫雷、萨维尼、沙尔姆圣瓦尔贝、翁库尔、莫莱、拉卡尔特、拉罗谢尔。

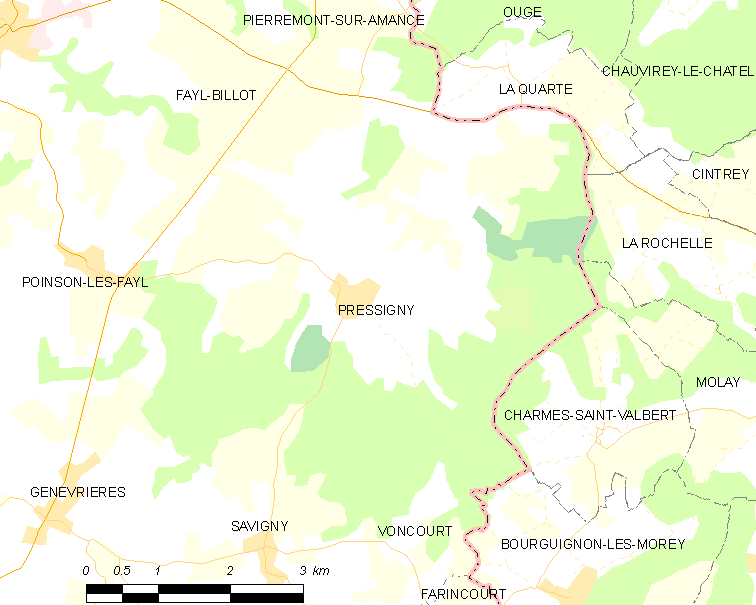
普雷西尼的OSM定位图

普雷西尼的时区为UTC+01:00、UTC+02:00（夏令时）。

## 行政
普雷西尼的邮政编码为52500，INSEE市镇编码为52406。

## 政治
普雷西尼所属的省级选区为沙兰德雷县。

## 人口

1962-2008年间普雷西尼人口变化图示

普雷西尼于2022年1月1日时的人口数量为200人。